# Nhiệt độ Planck
Nhiệt độ Planck, {\displaystyle T_{P}}, là một đơn vị đo lường trong hệ thống đo lường Planck, là nhiệt độ cao nhất có thể diễn tả được bằng các phép đo vật lý.
Trong đơn vị SI, nhiệt độ Planck là khoảng 1,417×1032 kelvin (bằng với độ Celsius, vì chênh lệch nhỏ không đáng kể ở quy mô này), hoặc 2,55×1032 độ Fahrenheit hoặc Rankine.

## Lịch sử
Ngày nay những gì được gọi là nhiệt độ Planck lần đầu tiên được giới thiệu vào năm 1899 bởi Max Planck cùng với giới thiệu của mình về những gì ngày nay được gọi là độ dài Planck, khối lượng Planck và thời gian Planck.

## Định nghĩa
Nhiệt độ Planck được định nghĩa như sau:
{\displaystyle T_{P}={\frac {m_{p}c^{2}}{k}}={\sqrt {\frac {\hbar c^{5}}{Gk^{2}}}}},
trong đó:
- {\displaystyle m_{P}} là khối lượng Planck
- {\displaystyle k} là hằng số Boltzmann
- {\displaystyle \hbar } là hằng số Planck đơn giản
- {\displaystyle G} là hằng số trọng trường
- {\displaystyle c} là vận tốc ánh sáng trong chân không.

Trong hệ thống đo lường quốc tế SI:
{\displaystyle T_{P}=1,416\ 79\times 10^{32}} K,
với sai số tương đối bằng 7,5×10−5.
Do đó nhiệt độ Planck có một trị số vô cùng to lớn.

## Diễn giải
Nhiệt độ Planck là nhiệt độ tối đa có một ý nghĩa dựa theo những lý thuyết vật lý hiện đại. Nó tương ứng với nhiệt độ của những lỗ đen khi những lỗ này bốc hơi hoặc với nhiệt độ của vũ trụ tức khắc ngay sau Vụ nổ lớn.